# Samostan Dafni
Dafni (grško Δαφνί, Dafní, katharevusa Δαφνίον, Dafníon) je bizantinski samostan iz 11. stoletja v atenskem predmestju Haidari, 11 km severozahodno od središča mesta. Samostan stoji v bližini istoimenskega gozda. 
"Dafni" je sodobno grško ime, ki pomeni  "lovorjev gaj".

## Zgodovina
Samostan Dafni je bil ustanovljen proti koncu 6. stoletja n. št. na mestu Apolonovega svetišča, ki so ga leta 395 oskrunili Goti.  Apolonovo svetišče je bilo zgrajeno v jonskem slogu z najtanjšimi in najmanšimi stebri. Stebri so stali na podstavkih in imeli kapitele z dvojno voluto med ehinom in abakom. Ohranjenih je le nekaj stebrov templja. Na svojem mestu je ostal eden od štirih jonskih stebrov starodavnega Apolonovega svetišča, ki so ga ponovno uporabili. Ostale stebre je grof Thomas Bruce, najbolj znan po odtujitvi  partenonskih mamornih kipov, odstranil in odpeljel v London. Stebri, njihove baze in kapiteli so trenutno v posesti Britanskega muzeja in niso na ogled. Videti jih je mogoče samo na spletni strani muzeja.
Prvi samostan na tem mestu je imel videz gradu z baziliko na sredini. Imel je obzidje in majhne celice, ki so stale večinoma tik znotraj obzidja in so jih uporabljali menihi ali nune. Obzidje je bilo naslonjeno na cerkev, namesto da bi stalo samostojno po obodu posestva. V južno steno cerkve je bil vgrajen eden od stebrov iz Apolonovega templja. Nekaj kamnitih blokov iz templja je bilo vgrajenih v zahodno zunanjo steno cerkve. Prvi samostan je propadel med opustošenjem Grčije med napadi barbarov s severa in z morja v 9. in 10. stoletju n. št.
V obdobju ponovnega razcveta v 11. in 12. stoletju je bil samostan Dafni obnovljen. Zgrajena je bila nova osmerokotna cerkev, refektorij in pokopališka kapela. Stara bazilika je bila popolnoma porušena, razen obzidja in celic, ki so bile vgrajene v novo cerkev. Na zidovih so odkrili sledi starih fresk s podobo osebe s trakovi, morda cesarja Bazilija II., ki drži zvitek. Način gradnje kaže, da je Bazilij II. pripeljal obrtnike iz Konstantinopla.
Samostan Dafni je propadel, ko so ga leta 1205 po četrti križarski vojni izropali frankovski križarji. Regija je postala del Atenske vojvodine  pod Otonom de la Rochejem. Oton je samostan Dafni podaril cistercijanski opatiji Bellevaux. Cistercijani so prizidali svoj samostan in na fasado samostanske cerkve dodali dvojne koničaste loke v gotskem slogu. Samostan je postal priljubljeno pokopališče vitezov. Leta 1458 so cistercijani takoj po prihodu Osmanov  in obisku sultana Mehmeda II. v Atenah samostan Dafni opustili, Atenska vojvodina pa je bila ukinjena.
Samostan Dafni je skupaj s slavnima samostanoma Hosios Lukas v bližini Delfov in Nea Moni na otoku Hiosu zaradi pomembne zgodovinske in arhitekturne vrednosti uvrščen na seznam Unescove svetovne dediščine. Ti samostani slovijo kot mojstrovine srednjebizantinske arhitekture. Znani so zlasti po svojih razkošnih notranjih mozaikih na zlati podlagi.

## Arhitektura
Zunanjost cerkve je zgrajena v slogu cloisonné, ki je zelo pogost v srednjebizantinskih cerkvah v Grčiji. Zidarski slog cloisonné pomeni gradnjo s pravokotnimi kamnitimi bloki, ločenimi ali na vseh štirih straneh uokvirjenimi z opeko. Okna ločujejo od zidov obokani okvirji iz opeke. Kontrast med svetlo barvo kamnitih blokov v pregradah, rdečo opeko okoli oken ter oranžno streho ustvarja prefinjeno in zadržano eleganco.
Tloris cerkve Dafni je preprost grški križnik z različno osvetljenimi deli. Zgornji deli cerkve, zlasti kupola, simbolizirajo nebesa, spodnji pa zemljo. Kvadratni prostor v središču cerkve pokriva velika kupola. V vseh štirih kotih kvadrata so majhne polkupole. Njihovi oporni loki so med seboj povezani z visokimi pomoli v obliki črke L. Kotne polkupole pretvorijo kvadratni prostor v osemkotnega. Zidovi cerkve se nad njimi združijo in tvorilo okroglo bazo kupole.
Grški križ tvorijo štirje enako dolgi obokani kraki, ki štrlijo iz osrednjega kvadrata. Prostori s trebušastimi oboki, ki zapolnjujejo križ, so samo enonadstropni in dajejo 
stavbi pravokotno obliko.

## Mozaiki
V notranjosti samostanske cerkve se elegantno prepletata prostor in svetloba, ki prihaja skozi okna na dnu kupole: višji deli cerkve so zato svetlejši od spodnjih. Graduirana svetloba okrepi sijaj zlatih mozaikov in jim daje izjemen videz. Mozaike je ustvatil neznan umetnik v zgodnjem komnenskem obdobju okoli leta 1100. Mozaike dodatno poudarjajo različni odtenki barv steklenih teser. Sestava stekla je bila predmet več obsežnih študij. V različnih delih mozaika so uporabljena različna stekla, izdelana doma ali kje drugje. Za mozaike v Dafniju velja, da je bilo steklo zanje izdelano kar tam. Mozaiki spadajo med najpomembnejše in najbolj ohranjene mozaike iz tega obdobja. Ikonografija in stilistični koncepti kažejo, da so se zgledovali po cerkvi Ekumenskega patriarhata v Konstantinoplu, zgrajeni po koncu ikonoklastične krize leta 843. Okrasje kaže togo razporeditev oseb, značilno za konstantinopelsko umetnost.
V bizantinski teologiji je bila cerkvena zgradba simbol krščanskega vesolja, namenjena odsevu nebeškega sijaja. Standardiziran program v bizantinskih cerkvah je določal vrstni red predstavitev. Najsvetejše osebe so bile upodobljene v kupoli in apsidi, pod njimi pa so bile od zgoraj navzdol razporejene osebe od višjih do nižjih stopenj, odvisno od njihove verske pomembnost.
Najpomembnejši in najslavnejši je mozaik Kristusa Pantokratorja – gospodarja vesolja, ki gleda z vrha kupole na svet pod seboj. Upodobljen je s strogim obrazom in grozečim pogledom in samo do ramen. Medaljon je priznan kot izjemna umetnina in "ena največjih umetniških stvaritev".
Kristus nosi škrlatno haljo in moder plašč in kaže moč, strogost in oblast. Realistična podoba je naslikana z zelo enostavnimi potezami. Poudarjene obrvi, dolg nos in gube na čelu se sekajo v obliki simboličnega križa. Umetnostni zgodovinarji so z več študijami poskušali ugotoviti, ali so videz mozaika med restavriranji znatno spremenili. Ugotovili so, da so spremembe neznatne. Kristus je obdan s šestimi preroki na bazi kupole med okni, ki ga osvetljujejo. Preroki so oblečeni v klasična oblačila in nosijo liste pergamenta z besedili, ki širijo božjo slavo oziroma njegov drugi prihod.
Na pendantivih so štirje prizori iz Kristusovega življenja. Na prizoru z njegovim križanjem so tri osebe: Kristus na križu, Marija in sv. Janez. Kristusovo telo je prikazano v klasičnem atletskem slogu, vendar z neživljenjsko anatomijo. Marijin in Janezov obraz imata ravne in težke poteze v bizantinskem slogu, vendar izražata umirjenost grških kipov.
Med druge pomembne mozaike spadajo Prosilca Joahim in Ana, Joahimovo oznanjenje, Marija z Ano, Oznanjenje Matere Božje, Kristusov krst, Umivanje učencev, Vstop v Jruzalem, Kristus na zadnji večerji, Križanje, Vstajenje, Marijino oznanjenje, Angel, ki sprejema Mater Božjo, Prerok Sofonija in sv. Bakh.
Bizantinska umetnost se je pogosto ohranila kot cerkvena umetnost. Samostan Dafni je bil zgrajen v obdobju renesanse v kulturi in umetnosti ter vrnitvi h klasičnim izročilom. Liki na mozaikih so bolj naravni in se bolj gladko prelivajo v svojo okolico. Okrasje samostana je navdihnjeno z duhom časa. Obrazi so nematerializirani, strogi in upodobljeni z nečustvenimi izrazi. Telesa so težka in toga, značilna za ikone škofov, menihov in mučenikov. Slikovna perspektiva, slogi in poteze likov, modeliranje figur ter enostavnost oblikovanja in bleščeč sijaj barv, ki se odražajo iz zlatih in srebrnih teser, ločujejo mozaike v Dafniju od drugih mozaikov iz 11. in 12. stoletja.